# Социјалдемократе (Словенија)
Социјалдемократе (словен. Socialni demokrati, SD) је социјалдемократска политичка странка левог центра у Словенији. Њен тренутни председник је Дејан Жидан. Наследница је Савеза комуниста Словеније, а до 2005. године је деловала под називом Здружена листа социјалдемократа (словен. Združena lista socialnih demokratov, ZLSD).
Од 1996. је чланица Социјалистичке Интернационале, а од 2003. и Партије европских социјалиста.
На последњим парламентарним изборима у Словенији 2011. године, освојила је 10,52% глсова односно 10 од 90 заступничких места у парламенту.

## Изборни резултати
Заступљеност у парламенту